# Coopération sino-allemande (1911-1941)

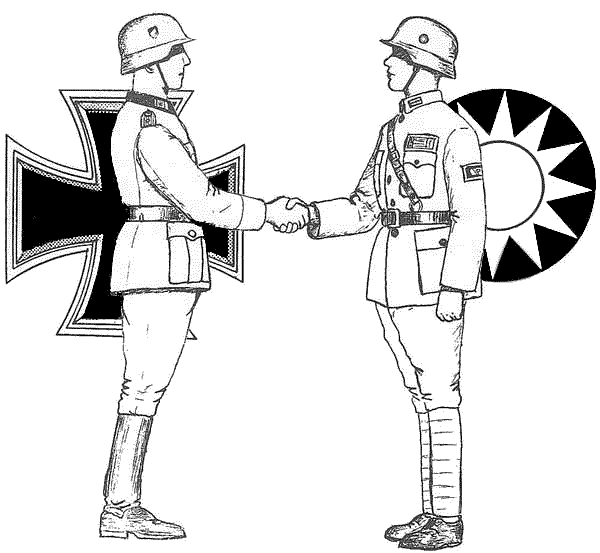
La coopération sino-allemande a joué un grand rôle dans l'histoire de la république de Chine du début au milieu du XXe siècle.

La coopération sino-allemande (chinois : 中德合作 Zhōng-Dé hézuò ; allemand : Chinesisch-Deutsche Kooperation) durant les années 1920 et 1930 se rapporte à la collaboration entre la république de Chine et le Reich allemand. Cette coopération avait comme objectif de moderniser l'industrie et les forces armées chinoises, précédant ainsi de peu la guerre sino-japonaise (1937-1945). La république de Chine, qui a succédé à la dynastie Qing en 1912, était affaiblie par des luttes entre seigneurs de guerre et les incursions étrangères. L'expédition du Nord en 1928 unifiait la Chine sous le contrôle du Guomindang (GMT) afin d'endiguer la menace de l'empire du Japon encore bien présente. 
Une modernisation urgente de l'armée chinoise et de sa défense alliée au besoin des Allemands d'un approvisionnement sûr de matières premières, amène ces deux pays à avoir des relations plus étroites dans les années 1920 et 1930. Ainsi ces accords seront particulièrement actifs entre l'avènement du régime nazi en 1933 et le début de la guerre avec le Japon en 1937. Des mesures concrètes de la réforme industrielle n'arrivèrent pourtant qu'en 1936, assez tôt toutefois pour permettre à la Chine un profond changement dans sa modernisation et dans sa capacité à résister aux attaques japonaises.

## Relations antérieures entre l'Allemagne et la Chine
Auparavant, le commerce sino-allemand passait par la Sibérie et était donc soumis aux droits de douane russes. Afin de les pallier, l'Allemagne décida d'utiliser la voie maritime et les premières cargaisons allemandes arrivèrent dans les années 1750 en Chine. En 1861, à la suite de la défaite de la Chine lors de la seconde guerre de l'opium, le traité de Tianjin fut signé. Ce fut le signal de départ des échanges commerciaux entre la Chine et plusieurs États européens comme la Prusse.

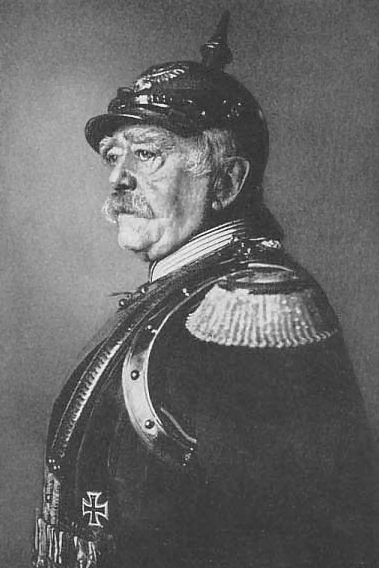
Bismarck en 1894.

Au XIXe siècle, le commerce extérieur chinois est dominé par l'Empire britannique. Bismarck, avec l'optique de contrecarrer cette domination, souhaite installer des têtes de pont en Chine. En 1885, Bismarck avec l'aval du Reichstag, envoie un premier groupe de surveillance bancaire et industriel afin d'évaluer les investissements futurs possibles. Peu après, sera instituée la Deutsch-Asiatische Bank en 1890. Grâce à ces initiatives, l'Empire allemand devint le second partenaire commercial de la Chine, derrière le Royaume-Uni en 1896.
À cette époque, l'Allemagne n'a pas activement poursuivi des ambitions colonisatrices en Chine, contrairement au Royaume-Uni et à la France. De plus, le gouvernement chinois voyait l'Allemagne comme un partenaire nécessaire à la modernisation du pays. Après un premier mouvement d'auto-renforcement de la Chine qui apparemment échoua à la suite de la défaite lors de la guerre sino-japonaise, Yuan Shikai demanda aux Allemands de l'aider à fonder la première armée d'auto-défense (chinois : 自強軍 ; pinyin : Zìqiáng Jūn) et la création de la nouvelle Armée (新建陸軍 ; Xīnjìan Lùjūn). 

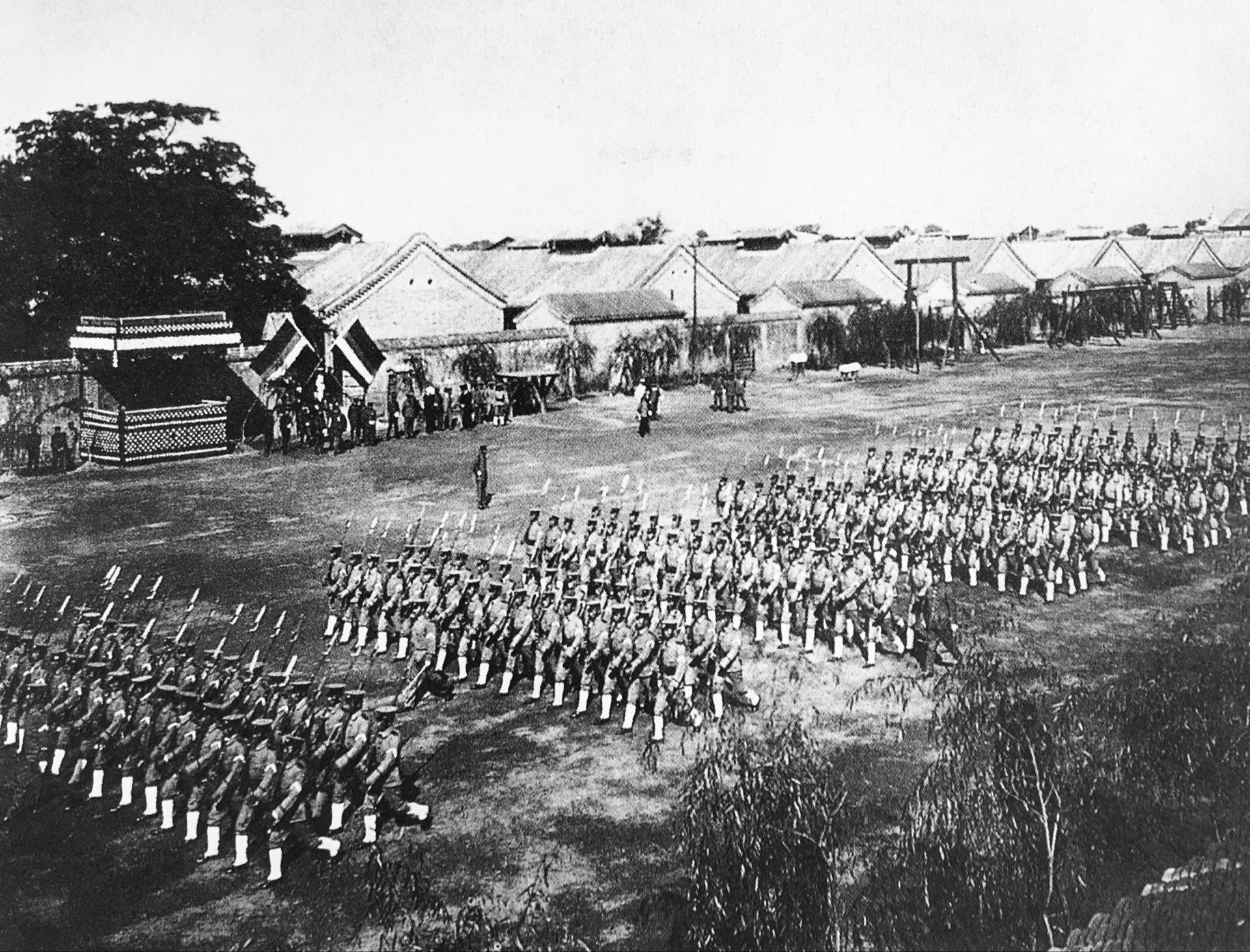
L'armée de Beiyang à l'entrainement.

De surcroît, l'aide allemande ne se limite pas à l'aspect militaire, mais recoupe aussi des considérations industrielles et technologiques. On peut prendre comme exemple qu'à la fin des années 1880 la compagnie allemande Krupp Ag avait signé avec le gouvernement chinois pour l'édification d'une série de fortifications autour de Port-Arthur.
La politique allemande envers la Chine était relativement souple sous Bismarck mais avec l'avènement de Guillaume II celle-ci se tourne vers une politique coloniale plus assumée. Par exemple, lors de la Triple intervention suivant la guerre sino-japonaise, le Japon fut forcé de céder à l'Allemagne les territoires de Hankou et Tientsin. De même, en 1897, les Allemands obtinrent une concession pour 99 ans sur la région de Jiaozhou dans la division administrative du Shandong à la suite de l'envoi d'un détachement militaire allemand dans la région, en réponse aux attaques de missionnaires par les chinois dans la région. La ville et le port de Tsingtau (Qingdao) se développa à cette époque. Le plus bas des relations sino-germaniques se situe peut-être lors de la révolte des Boxers en 1900. Lors de cette révolte, de nombreux étrangers européens furent tués à cause de leur religion chrétienne. Pour se venger, les Allemands répondirent brutalement et par la force à ces attaques. En effet, l'empereur Guillaume II pressait ses troupes de se « battre tels des Huns » ce qui conduisit plus tard à faire de l'étiquette « Huns » le surnom des troupes allemandes durant les deux premières guerres mondiales.
Au cours de cette période, l'Allemagne a un impact certain sur l'environnement légal chinois. Les années précédant la chute de la dynastie Qing, les réformistes chinois commencèrent le brouillon d'un Code Civil largement inspiré du Code civil allemand, code qui avait déjà été copié précédemment par les Japonais. Mais ce brouillon n'a réellement été institué qu'au moment de la chute de la dynastie. Il a été à la base du Code Civil de la République de Chine en 1930 qui est actuellement celui en place à Taïwan et influence fortement celui mis en place en Chine continentale. Les principes généraux du droit civil du peuple de la république de Chine, pré-écrits en 1985, puis promulgués en 1986 et enfin mis en application en 1987, ont été réalisés d'après le Code civil allemand.
Cependant, durant les années précédant la Première Guerre mondiale, les relations sino-allemandes s'essoufflent un peu. La première raison est que l'Allemagne était à l'époque politiquement isolée du fait de l'alliance anglo-japonaise de 1902 et de la Triple-Entente de 1907. C'est pourquoi l'Allemagne proposa une alliance de la Chine, des États-Unis et de l'Allemagne en 1907. Proposition qui n'a jamais été concrétisée. En 1912, les Allemands proposèrent un prêt de six millions de mark d'or allemand au nouveau gouvernement républicain chinois et redonnèrent aux Chinois le droit de construire des voies ferrées dans la région du Shandong. Alors que la Première Guerre mondiale déchirait l'Europe, l'Allemagne a offert de retourner Jiaozhou à la Chine afin d'éviter que celui-ci ne tombe dans le giron du prédateur japonais. Néanmoins, le Japon est entré en guerre aux côtés des Alliés et a attaqué les concessions allemandes en Chine. Il captura Qingdao et Jiaozhou. Pendant la guerre, l'Allemagne a abandonné tout rôle majeur et toute initiative en Extrême-Orient préoccupé par la guerre en Europe.
Le 14 août 1917, la Chine déclara la guerre à l'Allemagne et envahit les concessions allemandes de Hankou et de Tianjin. Les autres concessions allemandes devaient, quant à elles, retourner elles aussi aux Chinois lors de la défaite allemande mais le traité de Versailles en a conclu différemment et les a offert aux Japonais. Le sentiment d'avoir été trahi par les Alliés a contribué à activer le Mouvement du 4-Mai 1919, un mouvement nationaliste. Les conséquences de la Première Guerre mondiale sur les relations sino-allemandes furent très négatives, notamment sur le commerce. Ainsi, sur les 300 firmes allemandes implantées en Chine en 1913, seulement deux restaient en 1919.

## Coopération dans les années 1920
Le traité de Versailles limitait fortement l'expansion industrielle de l'Allemagne hors de ses frontières. Son armée était réduite à 100 000 hommes et sa production militaire avait été réduite drastiquement. Cependant, le traité n'a pas diminué le rôle innovateur des Allemands dans le domaine militaire, et de nombreuses usines conservèrent la machinerie et la technologie allemande pour produire du matériel lourd. Ainsi, afin de contourner les restrictions du traité, ces industries formèrent des partenariats avec des entreprises d'autres puissances étrangères comme la Russie ou l'Argentine. Elles réussirent ainsi à fabriquer légalement des armes et à les vendre.
À la suite de la mort de Yuan Shikai, le gouvernement de Beiyang s'écroule, entrainant avec lui la guerre civile dans le pays. On voit alors s'affronter à nouveau des seigneurs de guerre pour la suprématie sur la région. Par conséquent, de nombreux fabricants d'armes allemands s'emploient à rétablir des relations commerciales avec la Chine pour profiter du marché en croissance des armes et de l'assistance militaire.
Le gouvernement de Guomindang à Guangzhou a lui aussi besoin de l'aide allemande. Chu Chia-hua (朱家驊; Zhū Jiāhuá) qui a étudié en Allemagne durant les années 1910 et 1920 devient l'instigateur d'une grande partie des éminentes relations sino-allemandes de 1926 à 1944.
Il y eut plusieurs autres raisons que l'expertise technologique allemande qui firent de l'Allemagne la meilleure candidate des relations de la Chine vis-à-vis des autres puissances étrangères. La première fut que l'Allemagne ayant perdu beaucoup de son influence sur nombre de territoires après la Première Guerre mondiale, ne possédait plus d'intérêts coloniaux en Chine et les protestations chinoises envers les étrangers de 1925-1926 étaient principalement dirigées vers la Grande-Bretagne. De surcroit, contrairement à la Russie qui a aidé à la réorganisation du Guomindong et a ouvert aux communistes les portes du parti, les Allemands n'ont pas d'intérêt politique non plus en Chine, évitant la création de points de discordes avec le gouvernement central. Ensuite, Tchang Kaï-chek voit l'histoire allemande comme un facteur pouvant stimuler le développement de la Chine. Pour lui l'unification allemande peut servir de leçons à la Chine et à sa propre unification. Enfin, l'Allemagne était vue comme une force de premier plan pour le développement de la Chine.
En 1926, Chu Chia-Hua invita Max Bauer (de) à analyser les investissements potentiels en Chine. L'année suivant son arrivée à Ghangzhou, lui fut offert un poste de conseiller auprès de Tchang Kaï-chek. En 1928, Bauer, retourné en Allemagne, cherche à conclure des contacts avec des industriels pour aider aux efforts de reconstruction chinoise. Il cherche aussi à recruter des personnes pour une mission permanente avec Tchang Kaï-chek à Nankin. Cependant, Max Bauer n'a pas rempli totalement sa mission avec les industriels allemands notamment à cause de l'instabilité politique régnant en Chine mais aussi car il était devenu persona non grata pour sa participation en 1920 au putsch de Kapp. De surcroît, l'Allemagne était toujours bâillonnée par le traité de Versailles qui l'empêchait des faire des investissements directs dans l'armement. Bauer contracta la variole sept mois après son retour de Chine et fut enterré avec les honneurs à Shanghai. Cet homme a jeté les bases futures des relations sino-allemandes grâce aux conseils qu'il a fournis au gouvernement de Guomintang à propos de la modernisation industrielle et militaire de la Chine. Il a milité pour la diminution de l'armée chinoise afin d'améliorer la qualité de ses combattants et aussi pour l'ouverture du marché chinois aux exportations allemandes.

## Coopération dans les années 1930

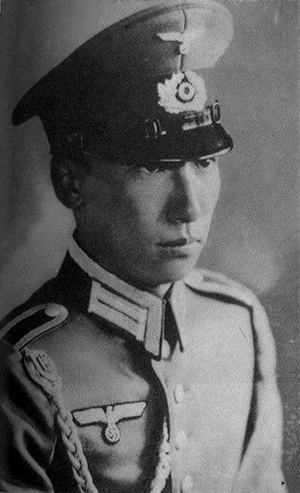
Chiang Wei-kuo, fils adoptif du maréchal Tchang Kaï-chek, avec son uniforme de l'armée allemande.

Malgré tout, le commerce sino-allemand connut un ralentissement entre 1930 et 1932 à cause de la Grande Dépression. De plus, l'industrialisation chinoise ne progressait pas aussi rapidement qu'elle l'aurait dû à cause de conflits d'intérêts entre différentes agences chinoises pour la reconstruction du pays, notamment entre les industries allemandes, les agences d'import-export allemandes et la Reichswehr, tous ont cherché à récupérer le profit du développement de la Chine. La situation se modifie peu jusqu'à l'incident de Mukden qui voit la conquête de la Mandchourie par le Japon. Cet événement a amené la Chine à redéfinir sa politique industrielle afin d'être en mesure de redécouvrir sa capacité militaire et industrielle de résister au Japon. En substance, le pays voulait établir une défense nationale centrale et planifiée.
La prise de pouvoir du parti nazi en 1933 a accéléré fortement la création d'une politique de coopération concrète. Préalablement à cette prise de pouvoir, la politique germanique fut particulièrement contradictoire. Ainsi, le ministre des Affaires étrangères[Lequel ?] sous le gouvernement de Weimar appela à une politique de neutralité vis-à-vis de l'est asiatique et découragea le complexe industriel de Reichswehr de s'engager directement avec le gouvernement chinois. Le même sentiment était partagé par les maisons d'import-export allemandes (…)
À l'inverse, la politique du nouveau gouvernement nazi à propos de l'économie de guerre (Wehrwirtschaft) appelait la mobilisation complète de la société et le stockage en masse de matières premières, en particulier pour les métaux à usage militaire comme le tungstène et l'antimoine que la Chine pouvait fournir en masse. Ainsi c'est à partir de cette époque que la coopération sino-allemande s'axa avant tout sur les matières premières.
En mai 1933, Hans von Seeckt arrive à Shanghai et se voit offrir le poste de conseiller expérimenté au développement économique et militaire extérieure auprès de l'Allemagne en Chine. En juin de la même année, il soumit le mémorandum Denkschrift für Marschall Chiang Kai-shek, soulignant son programme d'industrialisation et de militarisation de la Chine. Il s'engagea pour le déploiement d'une force restreinte, mobile et bien équipée en remplacement d'une armée massive mais sous-équipée. Il ajouta en sus la structure selon laquelle l'armée est le « fondement du pouvoir régnant », que le pouvoir militaire reste une supériorité qualitative et que cette supériorité provient de la qualité des officiers.

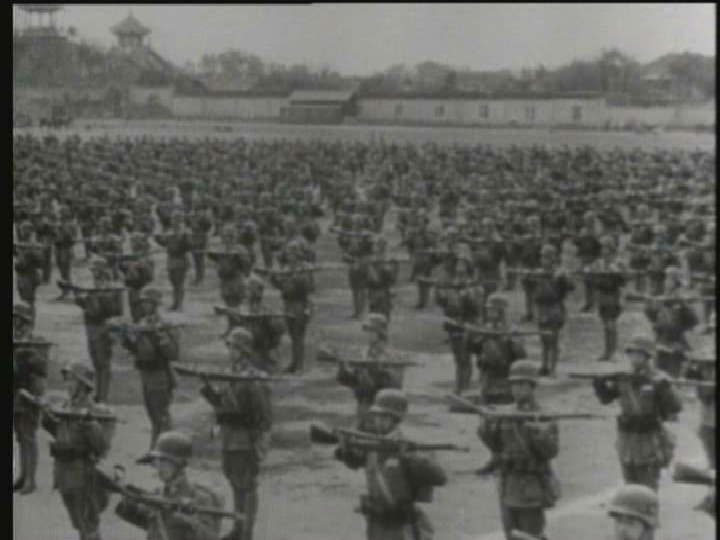
Entrainement de militaires de l'armée nationale révolutionnaire.

Von Seeckt suggéra que la première étape du développement de l'armée chinoise devait être l'uniformisation de leur entrainement et leur passage sous le contrôle total du commandement de Chiang. Le système militaire devait aussi être entièrement subordonné sous la forme d'un commandement pyramidal et hiérarchique clair. Pour atteindre ce but, Von Seeckt proposa la formation d'une « brigade d'entrainement » à la place de l'Eliteheer allemand qui devrait assurer la propagation de l'entrainement aux autres unités pour créer une armée professionnelle et compétente avec un corps officier sélectionné par un placement militaire strict dirigé par un bureau central du personnel.
De plus, avec l'aide allemande, la Chine pouvait construire sa propre industrie de la défense car elle n'allait pas pouvoir indéfiniment s'appuyer sur d'autres pays pour le faire. Le premier pas efficace de cette industrialisation fut la centralisation non pas seulement des agences chinoises mais aussi celles allemandes. En janvier 1934, l’Handelsgesellschaft für industrielle Produkte ou Hapro, fut créé pour unifier tous les intérêts industriels allemands en Chine. Hapro fut concrètement une compagnie privée dont l'objet était de contrer les oppositions d'autres pays. En août 1934 fut signé le « Traité pour les échanges de matières premières chinoises contre les produits agricoles de l'industrie allemande et autres », dans lequel le gouvernement chinois voyait l'opportunité d'un échange entre des matières premières stratégiques en échange de produits industriels allemands et de leur développement. Cet accord commercial était bénéfique à la coopération sino-allemande depuis que la Chine avait une balance commerciale ultra déficitaire causée par des dépenses militaires dues aux années de guerre civile et le pays n'était pas capable d'assurer ses dettes monétaires auprès de la communauté internationale. Cet accord, qui permettait à la Chine l'exportation de ses matières premières, rendait l'Allemagne moins dépendante des marchés internationaux pour celles-ci. De surcroît, cet accord n'accompagna pas seulement l'industrialisation de la Chine mais aussi sa réorganisation militaire. Il spécifiait aussi que la Chine et l'Allemagne étaient des partenaires égaux et qu'ils étaient tous deux de même importance dans l'échange économique. Ayant accompli cette importante avancée pour la coopération sino-allemande, Von Seeckt transféra son poste au général Alexander von Falkenhausen et retourna en Allemagne en mars 1935 et mourut en 1936.

## Modernisation militaire de l'Allemagne et de la Chine

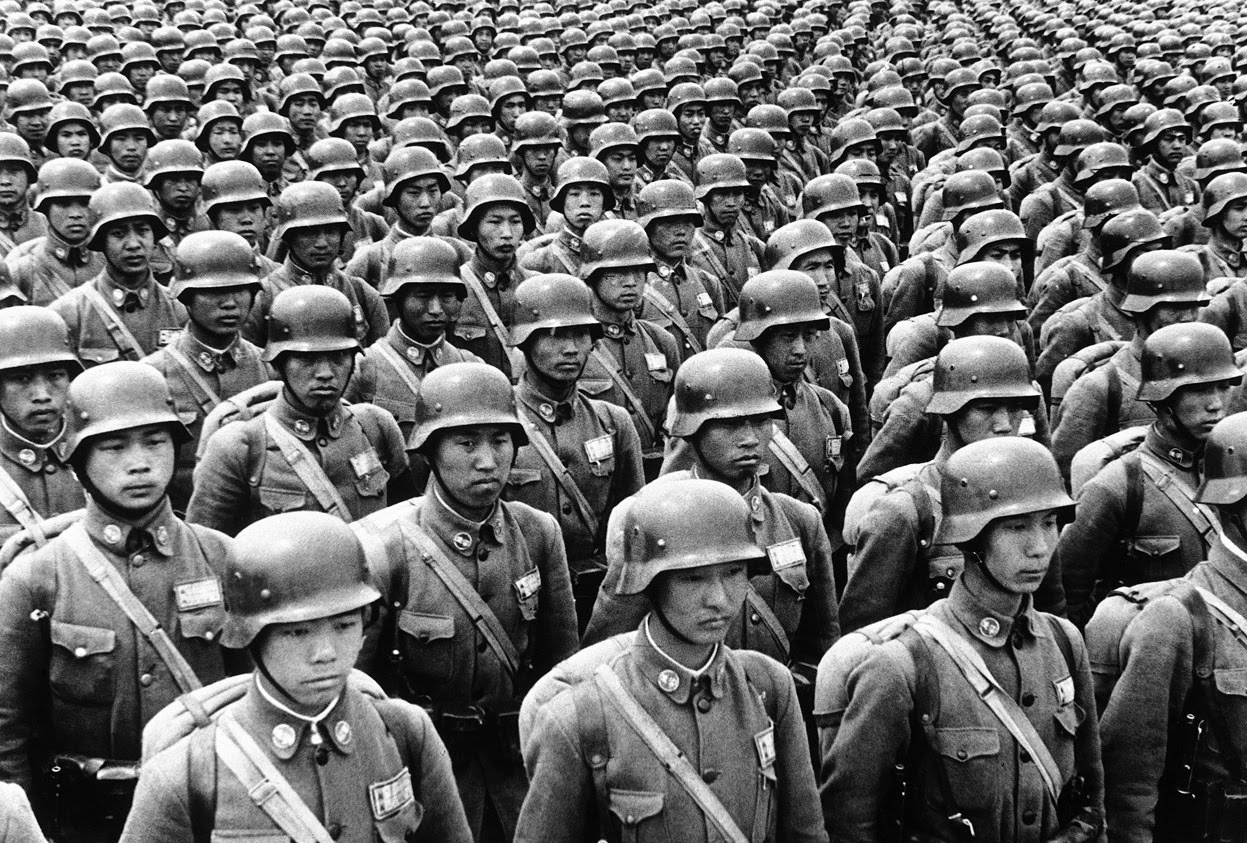
Fantassins chinois durant la bataille de Wuhan en 1938, revêtus d'un équipement d'origine allemande.

## Fin de la coopération
Adolf Hitler mit progressivement un terme à la coopération, l'Allemagne nazie s'orientant vers une alliance avec l'empire du Japon. Le soutien technique de l'Allemagne à la Chine continua au début de la guerre sino-japonaise mais, en février 1938, l'Allemagne reconnut le Mandchoukouo comme nation indépendante dans le cadre de ses relations avec le Japon, et mit fin officiellement à toute aide concrète dans le cadre du conflit, cependant des envois d'armes continuèrent pendant quelque temps sous des pavillons de complaisance.
Des contacts diplomatiques entre le Troisième Reich et la république de Chine perdurèrent jusqu'en juillet 1941, mais cessèrent ensuite quand le régime nazi reconnut officiellement le gouvernement pro-japonais de Nankin comme seul gouvernement légitime de la Chine.